# Begonia arnottiana
Begonia arnottiana là một loài thực vật có hoa trong họ Thu hải đường. Loài này được (Wight) A.DC. mô tả khoa học đầu tiên năm 1864.